# Botany-Bay-Nationalpark
Der Kamay-Botany-Bay-Nationalpark (engl. Kamay Botany Bay National Park) ist ein Nationalpark im Stadtgebiet von Sydney, New South Wales, Australien. Das Gebiet wurde im Jahre 1984 zum Nationalpark erklärt und umfasst 456 Hektar. Der Park befindet sich auf beiden Seiten der gleichnamigen Bucht Botany Bay, wobei die Landzungen nördlich und südlich der Einfahrt die beiden Gebiete des Nationalparks bilden.

## Geschichte
Am 28. April 1770 landete die Mannschaft der Endeavour auf ihrer ersten Weltumsegelung unter Leitung von James Cook in der Botany Bay, wo sie auf den Aborigines-Stamm der Eora trafen.
Ursprünglich hieß die Bucht aufgrund der zahlreich dort schwimmenden Stachelrochen Stingray Bay (Bucht der Stachelrochen). Den Namen Botany Bay erhielt das Gebiet, weil die Botaniker, die die Expedition begleiteten, von der Artenfülle der vorhandenen Pflanzenwelt überaus begeistert waren. Aufgrund dieser Bedeutung für die Geschichte Australiens schützt der Nationalpark sowohl den kulturellen als auch den natürlichen Wert des Gebietes. Auf der Südseite befinden sich die Gedenkstätten der Landung und Entdeckung von 1770.
An über 30 Orten im Park wurden Hinweise auf die seit Tausenden von Jahren dort lebenden Aborigines gefunden. 2002 wurde der Name des Parks um das Wort Kamay erweitert, eine Bezeichnung der Bucht in der Sprache der lokalen Bevölkerung.

## Natur und Landschaft
Die Landschaft ist geologisch vom Hawkesbury-Sandstein geprägt, der in Klippenform entlang der Küste bis zu 40 Meter emporragt.
Im Gebiet trifft man feuchte Eukalyptuswälder, grasreiche Waldländer, Heide- und Sumpfflächen an.
An Säugetieren finden sich Nationalpark vor allem nachtaktive Tiere, zum Beispiel den Fuchskusu, den Gewöhnlichen Ringbeutler und Flughunde. Außerdem wurden 92 Vogelarten und diverse Amphibien und Reptilienarten im Gebiet festgestellt.
Von den Klippen aus können Buckelwale, Glattwale und Delfine beobachtet werden.

## Einzelbelege
1. ↑  Kamay Botany Bay National Park: Aboriginal Heritage. In: NSW  Office of Environment and Heritage. Abgerufen am 13. März 2013 (englisch).
2. ↑  Kamay Botany Bay National Park: Culture and History. In: NSW  Office of Environment and Heritage. Abgerufen am 13. März 2013 (englisch).
3. ↑  Botany Bay National Park: plan of management. (PDF; 170 kB) In: NSW  Office of Environment and Heritage. Mai 2002, archiviert vom Original (nicht mehr online verfügbar) am 20. Oktober 2013; abgerufen am 13. März 2013 (englisch).  Info: Der Archivlink wurde automatisch eingesetzt und noch nicht geprüft. Bitte prüfe Original- und Archivlink gemäß Anleitung und entferne dann diesen Hinweis.
4. ↑  Hinweise zur Geologie auf der Homepage der Regierung von NSW
5. ↑  Hinweise zur Walbeobachtung